# Kopalnia podziemna

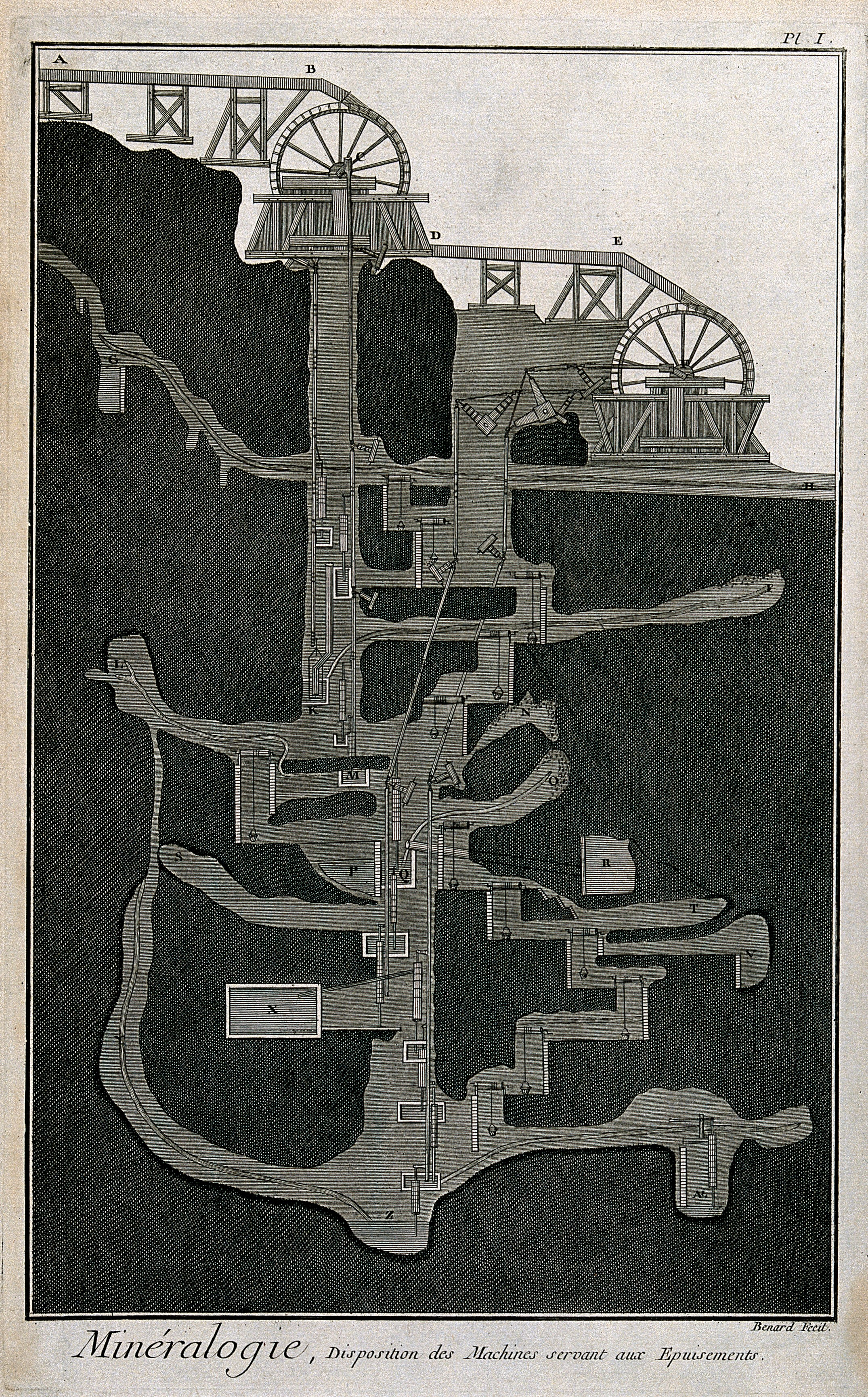
Przekrój podziemnej kopalni, grafika Roberta Bénarda

Kopalnia podziemna  lub kopalnia głębinowa – rodzaj zakładu górniczego, w którym złoże kopaliny użytecznej eksploatuje się w głębi ziemi, a proces wydobycia kopaliny na powierzchnię odbywa się szybem lub sztolnią. Proces eksploatacji złoża odbywa się przez wcześniejsze udostępnienie złóż surowców szybami i wyrobiskami udostępniającymi. Przeciwieństwem jest kopalnia odkrywkowa.
Najgłębsze na świecie kopalnie podziemne znajdują się w Południowej Afryce, których wyrobiska położone są na głębokości ponad 3500 m pod ziemią. Najgłębszą kopalnią podziemną w Polsce była KWK Budryk w Ornontowicach na Śląsku, której wyrobiska położone są na poziomie 1290 m pod ziemią.
W 2023 roku to miano zyskała kopalnia KGHM zajmująca się wydobyciem rudy miedzi w Kwielicach koło Głogowa, wydobycie sięgać tam będzie 1348 m. Szyb Głogów Głęboki Przemysłowy w Kwielicach stał się tym samym najgłębszym punktem Polski.